# Greensboro, Carolina de Nord
Greensboro (AFI, ˈɡriːnz bʌroʊ) este un oraș și sediul comitatului Guilford din statul  Carolina de Nord,  Statele Unite ale Americii.
Greensboro este cel de-al treilea oraș ca mărime a populației din statul North Carolina și totodată cea mai mare aglomerare urbană din comitatul Guilford County, respectiv din regiunea metropolitană înconjurătoare cunoscută sub numele de Piedmont Triad. Conform datelor furnizate de United States Census Bureau la 1 aprilie 2010 populația localității Greensboro era de 269.666 de locuitori.
Orașul Greensboro se găsește la intersecția a două autostrăzi inter-statale drumuri (I-85 și I-40) din regiunea Piedmont, aflată în centrul statului North Carolina.

## Personalități născute aici
- Edward R. Murrow (1908 - 1965), jurnalist;
- William Sydney Porter (cunoscut ca O. Henry, 1862 - 1910), scriitor;
- Jack F. Matlock, Jr. (n. 1919), diplomat, ambasador;
- Michael Anthony Foster (n. 1939), scriitor;
- Joey Cheek (n. 1979), sportiv la patinaj viteză;
- John Isner (n. 1985), tenismen.